# 兴叶荛花
兴叶荛花（学名：Laplacea glabra）是山茶科南美大头茶属的植物，为中国的特有植物。分布于中国大陆的四川、浙江、安徽等地，生长于海拔1,000米的地区，多生在林下及开旷向阳处，目前尚未由人工引种栽培。

## 异名
- Wikstroemia glabra Cheng f. purpurea (Cheng) S. C. Huang.